# 王三錫 (嘉靖己丑進士)
王三錫（1505年—1574年），字汝懷，號警齋，直隸蘇州府崑山縣軍籍，太倉州人，明朝官員。

## 生平
嘉靖七年（1528年），由州學附學生舉戊子科應天府鄉試第一百二十六名，嘉靖八年（1529年）己丑科會試第一百七十六名，第二甲第十九名進士。嘉靖九年（1530年）授河南光州知州，嘉靖十二年（1533年）被御史彈劾罷官。

## 家族
曾祖王訓，曾任壽官；祖父王恢，曾任承事郎；父王時暘，聽選監事，封南京禮部祠祭司主事；母顧氏。重慶下。從兄王任用（貢士），弟王三接（嘉靖乙未進士）；王三顧；王三聘；王三重。